# Meigs County, Tennessee
Meigs County är ett administrativt område i delstaten Tennessee, USA, med 11 753 invånare. Den administrativa huvudorten (county seat) är Decatur. 

## Geografi
Enligt United States Census Bureau har countyt en total area på 561 km². 505 km² av den arean är land och 57 km² är vatten. 

### Angränsande countyn
- Roane County - norr
- McMinn County - öst
- Bradley County - sydost
- Hamilton County - söder
- Rhea County - väst